# Tuc de Montanèro
El Tuc de Montanèro és una muntanya de 2.585 metres que es troba al municipi de Vielha e Mijaran, a la comarca de la Vall d'Aran.